# Tractat de Berlín (1889)
El Tractat de Berlín és un tractat internacional signat el 14 de juny de 1889 entre representants dels Estats Units d'Amèrica, l'imperi Britànic i l'imperi Alemany. Sobre la base dels termes del tractat, tots els signataris reconeixen la independència de Samoa, garantida sota el control del seu propi rei Malietoa Laupepa, assessorat però pels cònsols d'aquests estats desplaçats a l'illa. En última instància el tractat va ser substituït pel tractat de Berlín (1899).